# Желехлін (Лодзинське воєводство)
Желехлін (пол. Żelechlin) — село в Польщі, у гміні Желехлінек Томашовського повіту Лодзинського воєводства.
Населення — 440 осіб (2011).
У 1975-1998 роках село належало до Пйотрковського воєводства.

## Демографія
Демографічна структура станом на 31 березня 2011 року:
|          | Загалом | Допрацездатний вік | Працездатний вік | Постпрацездатний вік |
| -------- | ------- | ------------------ | ---------------- | -------------------- |
| Чоловіки | 216     | 50                 | 143              | 23                   |
| Жінки    | 224     | 42                 | 129              | 53                   |
| Разом    | 440     | 92                 | 272              | 76                   |